# Dagmar Schultz

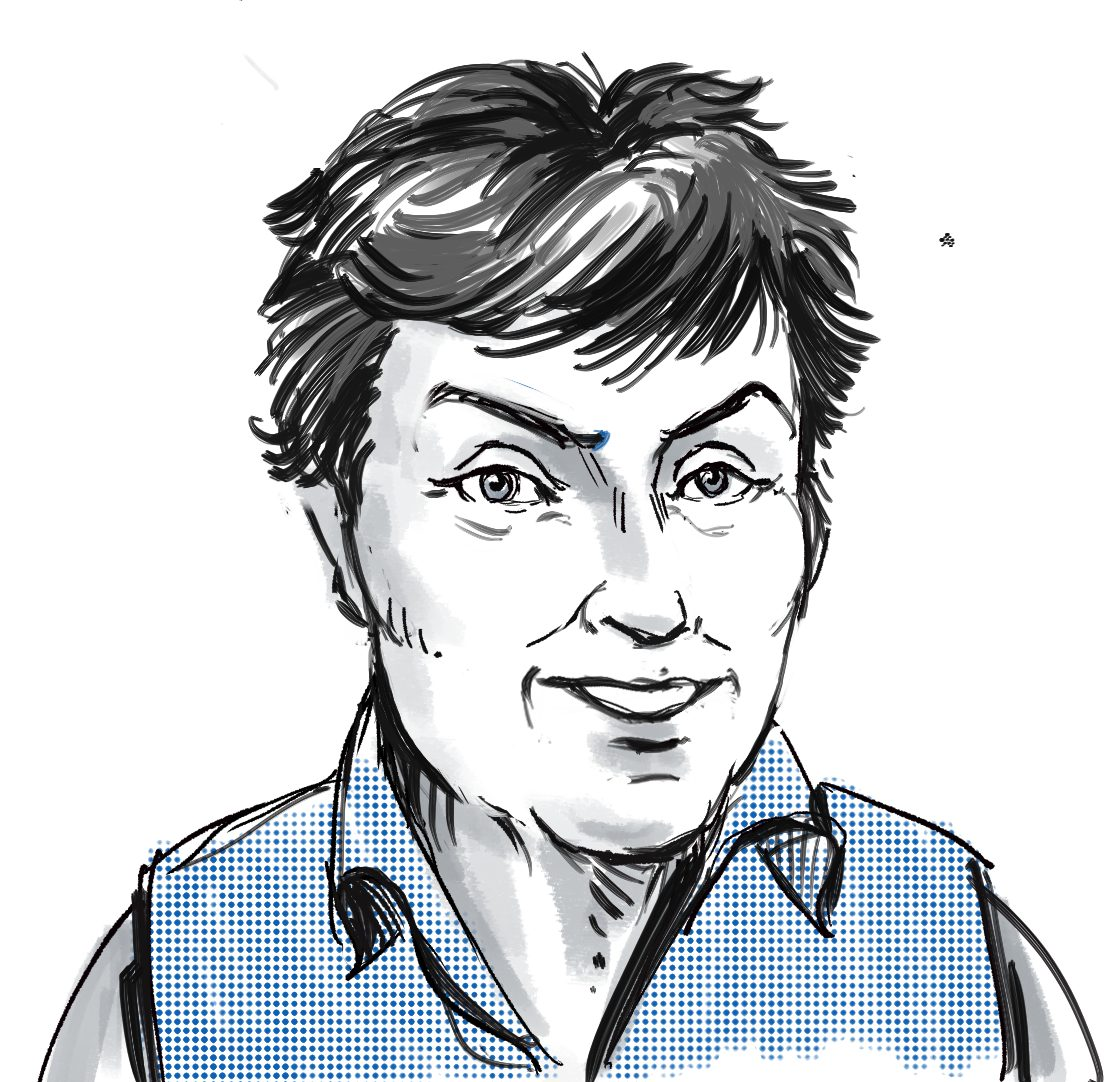
Dagmar Schultz

Dagmar Schultz (* 1941 in Berlin) ist eine deutsche Soziologin, Filmemacherin, Verlegerin und Hochschullehrerin.

## Werdegang
Schultz wuchs in einem reinen Frauenhaushalt auf; ihr Vater beging im Zweiten Weltkrieg Selbstmord. Nach einigen Semestern Studium der Publizistik, Nordamerikanistik und Romanistik in West-Berlin ging sie in die USA. 1965 schloss sie dort mit einer Masterarbeit zum Thema „The Role of Broadcasting in Africa with Special Emphasis on West Africa“ ihr Studium in Rundfunk, Fernsehen und Film an der University of Michigan ab. Ihr Traum, dort als Dokumentarfilmerin im Fernsehen zu arbeiten, zeigte sich aber als nicht realisierbar: „Mein Bewerbungsgespräch bei CBS oder NBC lief dann so, dass mich die Herren fragten: ‚Was meinen Sie denn, wofür wir hier Frauen einstellen?‘ Das war eine rhetorische Frage – und die Antwort: ‚Ja, als Reinemachefrauen und als Sekretärinnen.‘“ 1965 unterrichtete Schultz am Rust College im Marshall County.
1966/67 ging sie nach Puerto Rico, wo sie bei den Armutsbekämpfungsprogrammen (Anti-Poverty Programs) des Office of Economic Opportunity arbeitete. 1969 bis 1970 unterrichtete sie Seminare zu women’s studies und zu race and class am Columbia College in Chicago und war in der Frauenbewegung aktiv. An der University of Wisconsin–Madison wurde Schultz 1972 zur Ph.D. promoviert. 1973 kehrte sie zurück nach Deutschland und lehrte am John-F.-Kennedy-Institut für Nordamerikastudien der Freien Universität Berlin women’s studies und cultural und immigration issues. 
Aus den USA  brachte sie das Buch Our Bodies – Ourselves ins Frauenzentrum Westberlin, wo es sogleich übersetzt und angewandt wurde und gründete 1974 das erste  Feministische Frauengesundheitszentrum Berlin (FFGZ) in Deutschland, welches bis heute fortbesteht. 1974 gründete sie mit einigen Mitstreiterinnen den Orlanda Verlag.
Als Gastprofessorin lehrte sie an der State University of New York 1981 sociology of education. 1984 verhalf sie der Aktivistin und Poetin Audre Lorde, die sie auf der UN-Weltfrauenkonferenz 1980 in Kopenhagen kennengelernt hatte, zu einer Gastprofessur an der FU Berlin. Während Lordes Zeit in Berlin begann auch die Arbeit am Buch Farbe bekennen. Afro-deutsche Frauen auf den Spuren ihrer Geschichte, das Schultz gemeinsam mit May Ayim (damals: Opitz) und Katharina Oguntoye herausgab. Es gilt als „Klassiker der afro-deutschen Bewegung in Deutschland“.
1989 habilitierte Schultz am Institut für Soziologie der FU Berlin. 1991 folgte sie dem Ruf auf eine Professur für „Soziale und Pädagogische Arbeit mit Frauen“ am Fachbereich Sozialarbeit und Sozialpädagogik der Fachhochschule für Sozialarbeit und Sozialpädagogik in Berlin, wo sie bis zu ihrer Emeritierung 2004 blieb.
Ihre Arbeitsschwerpunkte waren Frauen in der sozialen Arbeit, interkulturelle Sozialarbeit, Medizinsoziologie und Sozialpädagogik, Sozialisation sowie kulturelle Kompetenz in der psychosozialen Versorgung.
2011 wurde Schultz durch Peter-André Alt der Margherita-von-Brentano-Preis verliehen, die Laudatio hielt Margit Mayer.
Ihr Preisgeld investierte Schultz zum einen in den Aufbau eines Audre Lorde Archivs an der FU Berlin, zum anderen in einen Dokumentarfilm über die Berliner Jahre von Audre Lorde. Diesen drehte Schultz als Produzentin und Regisseurin, das Drehbuch schrieb sie gemeinsam mit ihrer Partnerin Ika Hügel-Marshall und Aletta von Vietinghoff. Der Film hatte 2012 auf der Berlinale seine Premiere und wurde auf zahlreichen weiteren internationalen Festivals gezeigt.
Sie setzt sich auch weiterhin für Frauen ein. Daher hat sie erreicht, dass eine Straße in Kreuzberg nach Audre Lorde umbenannt werden wird.

## Wissenschaftspolitische Aktivitäten und Mitgliedschaften
- 1974–1986: Mitglied der Deutschen Gesellschaft für Amerikastudien
- 1974–2001: Mitbegründerin und Mitglied des Feministischen Frauen Gesundheits Zentrums (FFGZ) in Berlin[14]
- 1983–1985: Mitglied im ersten Beirat der Zentraleinrichtung zur Förderung von Frauenstudien und Frauenforschung an der Freien Universität Berlin
- 1991 Mitbegründerin des Studienzentrums Geschlechterverhältnisse in der Sozialarbeit / Sozialpädagogik an der Fachhochschule für Sozialarbeit und Sozialpädagogik in Berlin[7]
- 1992–1993: Leitung (mit May Ayim und Ika Hügel-Marshall) des Studienprojekts „Rassismus, Antisemitismus und Ethnozentrismus“ in Lehre, Forschung und Hochschul(personal)politik

## Bücher
- Dagmar Schultz, Simone Langenheder: Die Entwicklung der Frauengesundheitszentren in der Bundesrepublik Deutschland und ihre Bedeutung für die Gesundheitsversorgung von Frauen BMFSFJ 1996
- Dagmar Schultz: Ein Mädchen ist fast so gut wie ein Junge: Sexismus in der Erziehung. Band 1: Interviews, Berichte, Analysen. 2. Auflage 1980 ISBN 978-3-922166-00-9
- Dagmar Schultz: Ein Mädchen ist fast so gut wie ein Junge: Sexismus in der Erziehung. Band 2: Schülerinnen und Pädagogen berichten. 1979 ISBN 978-3-922166-09-2
- Dagmar Schultz, Carol Hagemann-White: Das Geschlecht läuft immer mit: die Arbeitswelt von Professorinnen und Professoren. Centaurus Verlag 1991 ISBN 978-3-89085-435-9[15]
- Audre Lorde, Adrienne Rich, Dagmar Schultz (Hrsg.): Macht und Sinnlichkeit: ausgewählte Texte 3., erw. Aufl. 1991 ISBN 978-3-922166-13-9
- May Opitz, Katharina Oguntoye, Dagmar Schultz (Hrsg.): Farbe bekennen. Afro-deutsche Frauen auf den Spuren ihrer Geschichte. Orlanda Frauenverlag, Berlin 1986. Englische Übersetzung: Showing Our Colors: Afro-German Women Speak Out. Mit einem Vorwort von Audre Lorde. Übersetzt von Anne V. Adams in Zusammenarbeit mit Tina Campt, May Opitz und Dagmar Schultz. University of Massachusetts Press, Amherst 1992, ISBN 978-0-87023-759-1[16]
- Ika Hügel-Marshall, Chris Lange, May Ayim, Ilona Bubeck, Gülşen Aktaş, Dagmar Schultz: Entfernte Verbindungen. Rassismus, Antisemitismus, Klassenunterdrückung. 1993 ISBN 978-3-922166-91-7
- Edith Hoshino Altbach, Jeanette Clausen, Dagmar Schultz, Naomi Stephan: German Feminism: Readings in Politic and Literature. SUNY Press Albany 1984 ISBN 978-0-87395-841-7 (eingeschränkte Vorschau)
- Dagmar Schultz: Changing political nature of workers’ education: a case study of the Wisconsin School for Workers. 1972
- mit Nivedita Prasad und Ika Hügel-Marshall (Hrsg.): „May Ayim. Radikale Dichterin, sanfte Rebellin“. Anthologie mit Texten verschiedener Autorinnen und mit unveröffentlichten Gedichten und Texten von May Ayim. Unrast Verlag, Münster 2021, ISBN 978-3-89771-094-8.

## Filmographie
- 2007, Hoffnung im Herz – Mündliche Poesie, Ein Film über May Ayim als Co-Produzentin neben Maria Binder OCLC 39657930
- 2012, Audre Lorde – Die Berliner Jahre 1984–1992 als Produzentin und Regisseurin sowie neben Ika Hügel-Marshall und Aletta von Vietinghoff als Co-Drehbuchautorin OCLC 972326509

## Auszeichnungen
- Magnus-Hirschfeld-Preis 2012[17]
- Margherita-von-Brentano-Preis 2011[18]